# Sithon tibullus
Sithon tibullus är en fjärilsart som beskrevs av Otto Staudinger 1888. Sithon tibullus ingår i släktet Sithon och familjen juvelvingar. Inga underarter finns listade i Catalogue of Life.